# Betalingsmur
Betalingsmur (engelsk: paywall) er en teknik, som nogle websteder benytter, for at blokere sider for webbrugere, der ikke betaler for at få adgang til disse. Teknikken benyttes især blandt dagblade og fagtidsskrifter.

## Historie
Betalingsmur blev første gang benyttet i 1996, hvor avisen The Wall Street Journal oprettede en "mur" mellem online-læsere og sider med indhold, der skulle betales for at få adgang til. Avisen har beholdt betalingsmuren lige siden.
I 2010, fulgte avisen The Times (London) med og oprettede en betalingsmur, en beslutning, der dengang var kontroversiel, da The Times, i modsætning til The Wall Street Journal, er et generelt nyhedsmedie, og det blev sagt, at i stedet for at betale, ville brugerne søge gratis informationen andre steder.

## Eksempler på danske sider med betalingsmur
- Berlingske Tidende, dagblad
- Finans.dk
- Ingeniøren, fagblad
- Jyllands-Posten, dagblad
- Politiken, dagblad